# مهدیه گلرو
مهدیه گلرو (زادهٔ ۲ شهریور ۱۳۶۴)، فعال دانشجویی، فعال حقوق زنان، عضو همبستگی جمهوری‌خواهان ایران و عضو سابق انجمن اسلامی دانشجویان دانشگاه علامه طباطبایی بود.

## زندگی
گلرو در ۲ شهریور ۱۳۶۲ به دنیا آمد پدرش محمدکاظم گلرو از روحانیون منتقد دولت بود. او تحصیلات خود را در رشته اقتصاد در دانشگاه علامه طباطبایی به پایان برد.

### فعالیت‌های دانشجویی و تعلیق
مهدیه گلرو از سال ۱۳۸۲ در رشته اقتصاد صنعتی دانشگاه علامه طباطبایی پذیرفته شد.‌‌ او‌‌ در دوران دانشجویی خود در دانشگاه علامه طباطبایی عضو انجمن اسلامی این دانشگاه بود. او به علت نقدهایی که در قالب برگزاری تجمعات دانشجویی، انتشار نشریه، برگزاری نشست‌ها به عملکرد دولت احمدی‌نژاد صورت گرفت و همچنین به دلیل تلاش‌هایش برای جلوگیری از انحلال انجمن اسلامی دانشجویان دانشگاه علامه طباطبایی توسط رئیس دانشگاه (صدر الدین شریعتی)، در سال ۱۳۸۵–۱۳۸۶ در حالی که تنها یک ترم تا فارغ‌التحصیلی فاصله داشت از تحصیل محروم شد و این محرومیت تا سال ۱۳۸۸ به صورت پی در پی تمدید شد. او پس از اعتراضات مردمی در سال ۱۳۸۸ مجموعه دانشجویان محروم از تحصیل شورایی را سازماندهی کرد.
در پرونده تحصیلی وی ۸ ترم تعلیق از تحصیل با احتساب سنوات درج گردیده است. وی در دوران انتخابات دهم ریاست جمهوری در ستاد مهدی کروبی فعالیت داشت. مهدیه گلرو به همراه دیگر دانشجویان محروم از تحصیل شورایی تشکیل دادند با عنوان «شورای دفاع از حق تحصیل» که پیش از انتخابات تجمعاتی مقابل وزارت علوم و صدا و سیما در در اعتراض به ادعای محمود احمدی‌نژاد که منکر وجود دانشجویان ستاره‌دار (محروم از تحصیل) شده بود، برگزار می‌کردند.

### بازداشت در سال ۱۳۸۸
مهدیه گلرو که در دوران انتخابات سال ۱۳۸۸ در ستاد مهدی کروبی فعالیت می‌کرد، در ۱۱ آذر ۱۳۸۸ بازداشت شد و در فروردین ۱۳۸۹ به اتهام «فعالیت تبلیغی علیه نظام و تجمع و تبانی به قصد برهم زدن امنیت ملی» از سوی دادگاه انقلاب اسلامی به دو سال و چهار ماه حبس تعزیری محکوم شد. این حکم در مرداد ۱۳۸۹، از سوی شعبه ۵۴ دادگاه تجدیدنظر تهران به‌ تحمل دو سال حبس تغییر داده شد. او همچنین در پرونده دیگری نیز از سوی دادگاه انقلاب به یک سال حبس تعلیقی محکوم شد.
مهدیه گلرو پس از روز دادگاه به همراه زندانیان سیاسی دیگر نظیر بهاره هدایت به بند قرنطینهٔ متادون که به مجرمان معتاد و جهت ترک آنان اختصاص دارد، انتقال یافت که امکان هرگونه تماس و ارتباط با دنیای خارج از آن‌ها سلب شد.
وی به دلیل پیامی که از داخل زندان به مناسبت ۱۶ آذر ۱۳۸۹ انتشار داد به همراه مجید توکلی و بهاره هدایت از سوی قاضی مقیسه به ۶ ماه حبس دیگر نیز محکوم شد و به همین علت ۸ ماه متناوب از ملاقات کابینی محروم بود. در پی آن مهدیه گلرو به همراه بهاره هدایت در اعتراض به محرومیت از ملاقات اعتصاب غذا کردند. در اردیبهشت ۱۳۹۰، نامه اخراج او از دانشگاه صادر شد.‌در دوران بازداشت او، همسرش وحید لعلی‌پور در شهریورماه ۱۳۹۰ از سوی پلیس امنیت احضار و پس از مراجعه به پلیس امنیت گیشا، با یک ون به دادسرای مستقر در زندان اوین منتقل شد.‌ لعلی‌پور تا خرداد ۱۳۹۱ در زندان بود.
در نهایت، مهدیه گلرو در ۳۰ اردیبهشت ۱۳۹۱ پس از گذراندن ۳۰ ماه حبس، از زندان اوین آزاد شد.‌ کمی بعد (۷ روز) همسر او نیز پس از گذراندن دوران محکومیتش آزاد شد.

### بازداشت در سال ۱۳۹۳
مهدیه گلرو، عضو کانون شهروندی زنان بود که چند روز پس از تجمع فعالان جنبش زنان در برابر مجلس شورای اسلامی در ۳۰ مهر ۱۳۹۳ در اعتراض به اسیدپاشی‌های زنجیره‌ای که در اصفهان رخ داد، دستگیر و به زندان اوین منتقل شد. دو روز پس از دستگیری مهدیه گلرو، کانون شهروندی زنان طی اطلاعیه ای، بازداشت عضو خود را محکوم و خطاب به مسئولان، خواهان آزادی مهدیه گلرو شد.‌ همچنین نامه‌ای با ۳۰۰ امضا توسط همین کانون به رئیس جمهور وقت ارسال شد. برخی رسانه‌ها دلیل بازداشت او را حضور در تجمع مقابل استادیوم والیبال و شرکت در اعتراض به اسیدپاشی های اصفهان در مقابل مجلس دانسته‌اند. دادستان تهران نیز در خصوص عناوین اتهامی او سخنی نگفت و تنها به امنیتی بودن پرونده وی اشاره کرد.‌ رسانه‌های جمهوری اسلامی نیز به وی اتهاماتی همچون ارتباط با شبکه‌های ماهواره‌ای خارجی و معاند با جمهوری اسلامی و سازماندهی اعتراضات و تجمعات غیرقانونی را زده‌اند.
در جریان این بازداشت، گلرو، محکوم به تحمل ۱ سال حبس و ۱۰ میلیون تومان جریمه نقدی شد.‌‌ او پس از ۳ ماه حبس، در بهمن ۱۳۹۳ با تودیع وثیقه ۷۰۰ میلیون تومانی آزاد شد.

### بازگشت به تحصیل
گلرو پس از مطرح شدن بحث امکان بازگشت دانشجویان ستاره‌دار به دانشگاه‌ها در دورهٔ اول دولت حسن روحانی، برای بازگشت به تحصیل اقدام کرد، اما برای مدت‌ها از ورود او به دانشگاه ممانعت شد. او درنهایت با تحصن چندروزه در بهمن ۱۳۹۶ و‌‌ پیگیری‌های برخی نمایندگان مجلس از وضعیت دانشجویان و همکاری وزیر علوم وقت، به رشتهٔ اقتصاد دانشگاه الزهرا راه یافت و تا سال ۱۳۹۸ در این دانشگاه تحصیل کرد.

### مهاجرت
۲۰ روز مانده به دفاع از پایان‌نامه گلرو در دانشگاه الزهرا، در مرداد ۱۳۹۸، بر اساس آنچه خودش «تهدید بازجویش» معرفی کرد، از ایران خارج شد و به سوئد مهاجرت کرد.

## فعالیت‌ها پس از مهاجرت
از فعالیت‌های او پس از مهاجرت، مصاحبه با شبکه‌های فارسی‌زبان در موضوع جامعه و سیاست ایران بود.

## مواضع
- گلرو پس از انتشار تصویری از پرویز ثابتی (رئیس سابق سازمان امنیت و اطلاعت کشور) در تظاهرات زن زندگی آزادی بهمن ۱۴۰۱ در آمریکا، وی را با خلخالی و لاجوردی مقایسه کرد.[۳۰]
- گلرو در بهمن ۱۴۰۱ پس از انتشار بیانیه موسوی در مورد براندازی نظام جمهوری اسلامی، در مقایسه میرحسین موسوی و  شاهزاده رضا پهلوی اظهار کرد که  شاهزاده رضا پهلوی همیشه مجبور بوده که از انقلابیونی که انقلاب ۵۷ دخیل بودند و ارثیه تاج و تخت پدری‌اش را از او گرفتند متنفر باشد و حق انتخاب دیگری نداشته است، درحالی‌که بقیه ما (مثل میرحسین موسوی) حق انتخاب داریم تا هرگاه بخواهیم مواضع خود را تغییر دهیم.[۳۱]
- کاربران اخیراً در شبکه‌های مجازی گاهی از او با واژگانی مانند دختر آخوند، صادراتی، توده ای، مارکسیست، کمونیست، تجزیه طلب و حامی حکومت به دلیل مخالفت و صحبت های تند او با جریان های سیاسی مرتبط با همایش ها و جنبش های ملی که توسط رضا پهلوی برای سرنگونی جمهوری اسلامی اداره می‌شود یاد میکنند.[۳۲]